# Кафумба Кулібалі
Кафумба́ Кулібалі́ (фр. Kafoumba Coulibaly; нар. 26 жовтня 1985) — івуарійський футболіст, що грав на позиції півзахисника. Виступав зокрема за «Ніццу» та збірну Кот-д'Івуару, з якою став фіналістом Кубка африканських націй 2012 року.

## Титули і досягнення
- Срібний призер Кубка африканських націй: 2012